# جرائم الحرب الألمانية

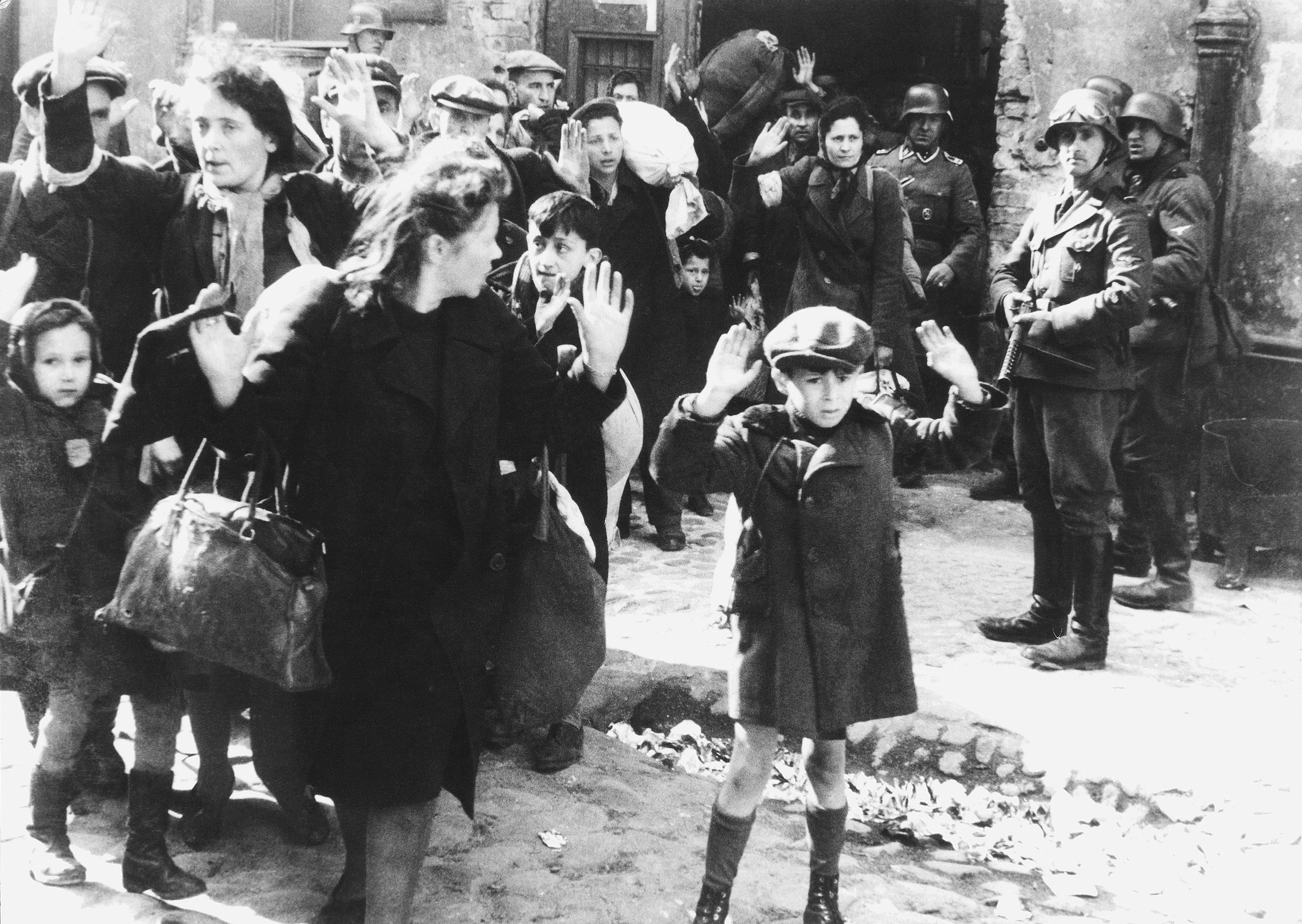

نفذت كل من الإمبراطورية الألمانية وألمانيا النازية عدداً كبيراً من جرائم الحرب خلال الحربين العالميتين الأولى والثانية ثم تغاضت عنها، وأبرز هذه الجرائم الهولوكوست التي قُتل فيها ملايين اليهود والبولنديون والغجر أو لقوا حتفهم بسبب سوء معاملتهم، كما مات الملايين أيضاً نتيجة لممارسات الألمان الأخرى في كل من هذين النزاعين. قد لا يكون عدد الضحايا الحقيقي معروفاً أبداً، لأن مرتكبي هذه الجريمة دمروا الأدلة بغرض إخفاء جرائمهم.

## مرحلة ما قبل الحرب العالمية الأولى
ارتكبت الإمبراطورية الألمانية الإبادة الجماعية الأولى في القرن العشرين، والتي كانت ضد شعبي الهيريرو وناما بين عامي 1904 و1907 في جنوب غرب أفريقيا الألمانية (ناميبيا الحديثة) خلال التدافع على أفريقيا. تمرد شعب الهيريرو بقيادة صموئيل ماهاريرو على الإمبراطورية الألمانية الاستعمارية في 12 يناير 1904، لكن الجنرال لوثر فون تروثا من الجيش الإمبراطوري الألماني هزمهم في أغسطس في معركة واتربرغ واقتادهم إلى إقليم أوماهيكي حيث توفي معظمهم بسبب العطش. تمرد شعب ناما ضد الألمان أيضاً في أكتوبر ليواجهوا نفس المصير.
مات بين 24,000 إلى 100,000 شخص من شعب الهيريرو و10,000 من شعب ناما. تمثلت الإبادة الجماعية بموت الكثيرين من الجوع والعطش، حيث مُنع الهيريرو الذين فروا من العنف من العودة من صحراء ناميب، وتزعم بعض المصادر أن الجيش الاستعماري الألماني قد سمم الآبار الصحراوية بشكل منهجي.

## الحرب العالمية الأولى
استولت ألمانية النازية على الوثائق المرتبطة بجرائم الحرب الألمانية خلال الحرب العالمية الأولى ودمرتها في فترة الحرب العالمية الثانية، بعد احتلال فرنسا إلى جانب الآثار التي خلدت ذكرى ضحاياهم.

### الأسلحة الكيمائية المستخدمة في الصراع
استخدم الغاز السام لأول مرة باعتباره سلاحاً من قبل الإمبراطورية الألمانية، ليستخدمه فيما بعد جميع المتحاربين الرئيسيين في انتهاك لاتفاقية لاهاي الأولى في عام 1899 بشأن الغازات الخانقة والثانية في عام 1907 بشأن الحرب البرية، والتي منعت منعاً باتاً استخدام السموم أو الأسلحة السامة في الصراعات.

### بلجيكا
أقدم الجيش الألماني على غزو واحتلال الدولة البلجيكية المحايدة دون أي سابق إنذار في أغسطس من عام 1914، باعتبارها جزءاً من خطة شليفن، وبذلك فقد خرق معاهدة عام 1839 التي رفضها المستشار الألماني واعتبر أنها «حبر على ورق»، واتفاقية لاهاي لعام 1907 بشأن بدء الأعمال العدائية. أرهب المحتلون الألمان البلجيكيين خلال الشهرين الأولين من الحرب، وقتلوا الآلاف ونهبوا وأحرقوا عشرات البلدات، بما فيها مدينة لوفان مقر الجامعة البارزة في البلاد، انتقاماً من حرب العصابات البلجيكية. انتهكت هذه الإجراءات أحكام اتفاقية لاهاي لعام 1907 المتعلقة بالحرب البرية والتي تحظر العقاب الجماعي للمدنيين ونهب وتدمير ممتلكاتهم في الأراضي التي يجري احتلالها.

### قصف المدن الساحلية الإنجليزية
أغارت البحرية الإمبراطورية الألمانية في 16 ديسمبر من عام 1914، على بلدات الميناء البريطانية سكاربورو وهارتلبول وغرب هارتلبول وويتبي، وأسفر الهجوم عن مقتل 137 شخصاً و592 جريحاً. انتهكت هذه الغارة القسم التاسع من اتفاقية لاهاي الذي حظر القصف البحري للمدن غير المحمية دون سابق إنذار، حيث كانت هارتلبول وحدها محمية بواسطة مدفعيات ساحلية، وكانت ألمانيا قد وقعت على اتفاقية لاهاي لعام 1907. أعقب هذا الهجوم هجوم آخر في عام 26 أبريل من عام 1916 على كل من مدينتي يارموث ولويستوفت الساحليتين واللتين كانتا عبارة عن قواعد بحرية مهمة محمية بمدفعيات ساحلية.

### حرب الغواصات المفتوحة
جاءت حرب الغواصات المفتوحة في عام 1915 رداً على الحصار البريطاني لألمانيا في بحر الشمال، حيث أُهملت قوانين برايز التي دُونت بموجب اتفاقية لاهاي لعام 1907، كتلك التي تطلب من المغيرين التجاريين تحذير أهدافهم وإعطاء الطاقم الوقت الكافي للصعود في قوارب النجاة، وغرقت السفن التجارية بغض النظر عن جنسيتها أو وجهتها أو البضائع التي تحملها. بدأ التراجع عن هذه الممارسة بعد أن غرقت آر إم إس لوسيتينيا في 7 مايو من عام 1915، وتلاها احتجاج شعبي في مختلف البلدان المحايدة بما فيها الولايات المتحدة. استأنفت ألمانيا هذه الممارسة في 1 فبراير من عام 1917، وأعلنت أنها ستغرق جميع السفن التجارية بغض النظر عن الجنسية دون سابق إنذار، وأثار هذا التصريح غضب الرأي العام الأمريكي، ما دفع الولايات المتحدة إلى قطع العلاقات الدبلوماسية مع ألمانيا بعد يومين من ذلك، كما قادت برقية زيمرمان الولايات المتحدة إلى دخول الحرب بعد شهرين واتخاذ صف الحلفاء.

## الحرب العالمية الثانية
شكل قصف مدينة ويلون الجريمة الأولى في الحرب الثانية الألمانية، والخطوة الأولى في هذه الحرب، حيث خلا القصف من أي أهداف ذات قيمة عسكرية.
اعتبرت الهولوكوست ضد اليهود والبولنديين وعملية T4 التي استهدفت ذوي الإعاقة وإبادة الغجر، من أبرز جرائم الحرب التي ارتكبتها ألمانيا النازية خلال الحرب العالمية الثانية. لم تُعتبر جميع الجرائم التي ارتكبت خلال الهولوكوست وما شابهها من المجازر الجماعية جرائم حرب، حيث أوضح تيلفورد تايلر في عام 1982، وهو المدعي العام للولايات المتحدة في قضية القيادة العليا للفيرماخت خلال محاكمات نورنبيرغ، كما أنه أيضاً كبير المستشارين في المحاكمات الاثنتي عشرة لمحاكم نورمبرغ العسكرية الأمريكية:
«بالنسبة للاجراءات التي تُمارس ضد مواطني العدو خلال وقت الحرب، فإن اتفاقية الإبادة الجماعية لعام 1948 لم تضف شيئاً إلى ما تمت تغطيته سابقاً (منذ اتفاقية لاهاي في عام 1899)، بموجب قوانين الحرب البرية المقبولة دولياً، والتي تطلب من السلطة القائمة بالاحتلال احترام (شرف الأسرة وحقوقها، والأرواح الفردية والممتلكات الخاصة، إلى جانب المعتقدات الدينية والحرية) لمواطني العدو. لكن قوانين الحرب لا تشمل تصرفات الحكومة ضد مواطنيها سواء كانت في وقت السلم أو الحرب مثل إقدام ألمانيا النازية على اضطهاد اليهود الألمان. رفضت المحاكم الجهود العديدة التي بذلها المدعي العام في محاكمات نورمبرغ لجرائم الحرب، لإدراج مثل هذه الجرائم المحلية في نطاق القانون الدولي تحت ما يعرف بالجرائم ضد الإنسانية».
_ تيلفورد تايلور
- الجرائم النازية ضد أسرى الحرب من السوفييت، حيث توفي ما لا يقل عن 3.3 مليون أسير حرب في السجون الألمانية، من بين 5.7 مليون أسير، ويشكل هذا الرقم نحو 57% من معدل الضحايا.
- مذبحة لو باراديس، في مايو من عام 1940، حيث أُسر الجنود البريطانيون من فوج نورفولك الملكي على أيدي قوات شوتزشتافل ليقتلوا في وقت لاحق. حوكم فريتز كنوكلين، وأُدين وشُنق.
- مذبحة ورودهود، في مايو من عام 1940، أُسر الجنود البريطانيون والفرنسيون على أيدي قوات شوتزشتافل وقُتلوا لاحقاً، ولم يُدان أي شخص بهذه الجريمة.
- مذبحة ليديس بعد عملية اغتيال هايدريش في عام 1942، حيث دُمرت القرية التشيكية بكاملها وقُتل سكانها.
- مذبحة آردن آبي، في يونيو من عام 1944، حيث أُسر الجنود الكنديون على أيدي قوات شوتزشتافل وقُتلوا من قبل فرقة شوتزشتافل بانزر الثانية عشر شعبة شباب هتلر. حُكم على كورت ماير وهو جنرال في قوات شوتزشتافل في عام 1946، ثم خُفف الحكم وأُطلق سراحه في عام 1945.
- مذبحة مالميدي في ديسمبر 1944، حيث قُتل أسرى من الولايات المتحدة في الحرب من قبل يواخيم بيبر خارج مالميدي في بلجيكا.
- مجزرة أورادور سور غلان.